# Palestina ai Giochi della XXXII Olimpiade
La Palestina ha partecipato ai Giochi della XXXII Olimpiade, che si sono svolti a Tokyo, Giappone, dal 23 luglio all'8 agosto 2021 (inizialmente previsti dal 24 luglio al 9 agosto 2020 ma posticipati per la pandemia di COVID-19) con cinque atleti, tre uomini e due donne.
Si è trattato della settima partecipazione di questo paese ai Giochi estivi.

## Delegazione
| Sport             | Uomini | Donne | Totale |
| ----------------- | ------ | ----- | ------ |
| Atletica leggera  | 0      | 1     | 1      |
| Judo              | 1      | 0     | 1      |
| Nuoto             | 1      | 1     | 2      |
| Sollevamento pesi | 1      | 0     | 1      |
| Totale            | 3      | 2     | 5      |

## Atletica leggera
| Q | Qualificato al turno successivo per la posizione in qualificazione                                                           |
| q | Qualificato per il turno successivo per ripescaggio o, negli eventi su campo, conquistando la misura minima per qualificarsi |

Femminile
Eventi su pista e strada
| Atleta        | Evento      | Batteria  | Batteria  | Semifinale      | Semifinale      | Finale          | Finale          |
| Atleta        | Evento      | Risultato | Posizione | Risultato       | Posizione       | Risultato       | Posizione       |
| ------------- | ----------- | --------- | --------- | --------------- | --------------- | --------------- | --------------- |
| Hanna Barakat | 100 m piani | 12"16     | 5ª        | non qualificata | non qualificata | non qualificata | non qualificata |

## Judo
| Atleta           | Evento | 16-esimi                  | Ottavi               | Quarti               | Semifinali           | Ripescaggio          | Med. bronzo          | Finale               | Posizione       |
| Atleta           | Evento | Avversario Risultato      | Avversario Risultato | Avversario Risultato | Avversario Risultato | Avversario Risultato | Avversario Risultato | Avversario Risultato | Posizione       |
| ---------------- | ------ | ------------------------- | -------------------- | -------------------- | -------------------- | -------------------- | -------------------- | -------------------- | --------------- |
| Wesam Abu Rmilah | -81 kg | D. Ressel (DEU) P (00-10) | non qualificato      | non qualificato      | non qualificato      | non qualificato      | non qualificato      | non qualificato      | non qualificato |

## Nuoto
| Atleta          | Gara                        | Batterie | Batterie | Semifinali      | Semifinali      | Finale          | Finale          |
| Atleta          | Gara                        | Tempo    | Pos.     | Tempo           | Pos.            | Tempo           | Pos.            |
| --------------- | --------------------------- | -------- | -------- | --------------- | --------------- | --------------- | --------------- |
| Yazan Al-Bawwab | 100 m stile libero maschili | 54"51    | 66º      | non qualificato | non qualificato | non qualificato | non qualificato |
| Dania Nour      | 50 m stile libero femminili | 30"43    | 71ª      | non qualificata | non qualificata | non qualificata | non qualificata |

## Sollevamento pesi
| Atleta          | Evento | Strappo   | Strappo    | Slancio   | Slancio    | Totale | Classifica |
| Atleta          | Evento | Risultato | Classifica | Risultato | Classifica | Totale | Classifica |
| --------------- | ------ | --------- | ---------- | --------- | ---------- | ------ | ---------- |
| Mohammed Hamada | -96 kg | 137       | 15         | 173       | 12         | 310    | 13º        |